# 磷矿镇
磷矿镇，是中华人民共和国湖北省荆门市钟祥市下辖的一个乡镇级行政单位。

## 行政区划
磷矿镇下辖以下地区：
磷矿社区、刘冲社区、梁桥村、尤集村、联合村、前小河村、刘阳村、杨湾村、秦冲村、浰河村、新庄村、许桥村、喻家村、共同村、吉庆村、阮坪村、长坪村、陈安村、张滩村、杨榨村和刘冲村。

## 历史
1957年地质队在钟祥探明当地有3个总储量达4.1亿吨的磷层。1958年成立“化工部荆襄磷矿”，是1958年国家投资的四大化学矿山之一。1961年，当地设磷矿镇。1998年成为湖北荆襄化工集团公司。   
2003年，刘冲矿因资源枯竭政策破产，3087名职工参加了企业改制。很多工人将单位房产买为私有。刘冲矿也更名刘冲社区，由磷矿镇管理。